# Основна теорема алгебре
У математици, основна теорема алгебре тврди да сваки полином једне променљиве са комплексним коефицијентима, степена већег или једнаког један има најмање један комплексан корен. Еквивалентно, поље комплексних бројева је алгебарски затворено.
Понекада се теорема записује у следећем облику: сваки не-нула полином једне променљиве, са комплексним коефицијентима, има тачно онолико комплексних коренова колики му је степен, уколико се поновљени корени рачунају у свом мултиплицитету. Другим речима, за сваки комплексан полином p степена n&nbsp;&gt;&nbsp;0 једначина p(z)&nbsp;=&nbsp;0 има тачно n комплексних решења, рачунајући мултиплицитете. Иако ово на први поглед може изгледати као јачи исказ, представља једноставну последицу другог облика теореме, кроз сукцесивно дељење полинома линеарним факторима.
Упркос имену, није познат ниједан чисто алгебарски доказ ове теореме, и многи математичари верују да такав доказ не постоји. Осим тога, ова теорема не представља основу модерне алгебре; име јој је дато у време када се алгебра углавном бавила решавањем полиномијалних једначина са реалним или комплексним коефицијентима.

## Историја
Питер Рот је у својој књизи Arithmetica Philosophica (објављеној 1608. у Нирнбергу, од стране Јохана Ланценбергера) написао да полиномска једначина степена n (са реалним коефицијентима) може имати n решења. Алберт Жирард је у својој књизиL'invention nouvelle en l'Algèbre (објављеној 1629. године) тврдио да полиномска једначина степена n има n решења, али није навео да то морају бити реални бројеви. Надаље, он је додао да његова тврдња важи „осим ако једначина није непотпуна”, чиме је мислио да ниједан коефицијент није једнак 0. Међутим, када је детаљно објаснио на шта мисли, јасно је да он заправо верује да је његова тврдња увек истинита; на пример, он показује да једначина {\displaystyle x^{4}=4x-3,} иако непотпуна, има четири решења (рачунајући многострукости): 1 (двапут), {\displaystyle -1+i{\sqrt {2}},} и {\displaystyle -1-i{\sqrt {2}}.}
Као што ће поново бити поменуто у наставку, из основне теореме алгебре следи да се сваки неконстантни полином са реалним коефицијентима може написати као производ полинома са реалним коефицијентима чији су степени или 1 или 2. Међутим, 1702. године Лајбниц је погрешно рекао да се ниједан полином типа x4 + a4 (са a реалним и различитим од 0) може бити написан на такав начин. Касније је Николас Бернули изнео исту тврдњу у вези са полиномом x4 − 4x3 + 2x2 + 4x + 4, али је добио писмо од Ојлера 1742. године у коме је показано да је овај полином једнак
{\displaystyle \left(x^{2}-(2+\alpha )x+1+{\sqrt {7}}+\alpha \right)\left(x^{2}-(2-\alpha )x+1+{\sqrt {7}}-\alpha \right),}
са {\displaystyle \alpha ={\sqrt {4+2{\sqrt {7}}}}.}
Такође, Ојлер је истакао да
{\displaystyle x^{4}+a^{4}=\left(x^{2}+a{\sqrt {2}}\cdot x+a^{2}\right)\left(x^{2}-a{\sqrt {2}}\cdot x+a^{2}\right).}
Први покушај доказивања теореме направио је д'Аламбер 1746. године, али је његов доказ био непотпун. Између осталих проблема, имплицитно је претпоставио теорему (сада познату као Пуизова теорема), која ће бити доказана тек више од једног века касније и коришћењем основне теореме алгебре. Друге покушаје чинили су Ојлер (1749), де Фонсене (1759), Лагранж (1772) и Лаплас (1795). Ова последња четири покушаја су имплицитно претпостае Жирарову тврдњу; тачније, претпостављено је постојање решења и остало је само да се докаже да је њихов облик a + bi за неке реалне бројеве a и b. У модерним терминима, Ојлер, де Фонсене, Лагранж и Лаплас су претпостављали постојање поља цепања полинома p(z).
Крајем 18. века објављена су два нова доказа која нису претпостављала постојање корена, али ни један није био потпун. Један од њих, захваљујући Џејмсу Вуду и углавном алгебарски, објављен је 1798. године и потпуно је игнорисан. Вудов доказ је имао алгебарски јаз. Други је објавио Гаус 1799. године и био је углавном геометријски, али је имао тополошки пропуст, који је попунио тек Александар Островски 1920. године, о чему је дискутовао Смајл (1981).
Први ригорозни доказ објавио је Арганд, аматерски математичар, 1806. (и ревидирао га је 1813); такође је овде, по први пут, изнета основна теорема алгебре за полиноме са комплексним коефицијентима, уместо само реалним коефицијентима. Гаус је направио још два доказа 1816. и још једну непотпуну верзију свог оригиналног доказа 1849. године.
Први уџбеник који је садржао доказ теореме био је Кошијев Cours d'analyse de l'École Royale Polytechnique (1821). То дело је садржало Аргандов доказ, иако Арганду нису приписане заслуге за то.
Ниједан од до сада наведених доказа није био конструктиван. Вајерштрас је први пут покренуо, средином 19. века, проблем проналажења конструктивног доказа основне теореме алгебре. Своје решење, које се у модерним терминима своди на комбинацију Дуранд–Кернеровог метода са принципом наставка хомотопије, представио је 1891. Још један доказ ове врсте је произвео Хелмут Кнесер 1940. године, а поједноставио га је његов син Мартин Кнесер 1981. године.
Без коришћења пребројивог избора, није могуће конструктивно доказати основну теорему алгебре за комплексне бројеве засноване на Дедекиндовим реалним бројевима (који нису конструктивно еквивалентни Кошијевим реалним бројевима без пребројивог избора). Међутим, Фред Ричман је доказао преформулисану верзију теореме која је функционална.